# Drosophila sordidula
Drosophila sordidula este o specie de muște din genul Drosophila, familia Drosophilidae, descrisă de Kikkawa și Peng în anul 1938. Conform Catalogue of Life specia Drosophila sordidula nu are subspecii cunoscute.